# Прищепа Михайло Михайлович
Михайло Михайлович Прищепа (1906, село Юр'ївка, Бахмутський повіт, Катеринославська губернія, тепер Донецька область — 1969, місто Душанбе, Таджикистан) — український, радянський партійний діяч, 2-й секретар Херсонського обкому КП(б)У, 1-й секретар Горно-Бадахшанського обкому КП(б) Таджикистану.

## Біографія
Народився в сільській родині в 1906 році. У 1907 році помер його батько.
У 1916—1920 роках — учень машинного відділення шахти № 16 на Донбасі.
У 1919 році вступив до комсомолу.
У 1920—1923 роках — робітник дубильного відділення шкірзаводу.
У 1923—1925 роках працював у виконавчому комітеті районної ради.
У 1925—1928 роках навчався в Харківському комуністичному університеті імені Артема. Член ВКП(б).
У 1928—1929 роках — уповноважений Народного комісаріату торгівлі УСРР, завідувач адміністративного відділу Ровеньківського районного виконавчого комітету Луганського округу.
У 1929—1930 роках — служба в Червоній армії.
У 1930—1932 роках — на керівній посаді в місті Геленджик Північно-Кавказького краю.
У листопаді 1932—1933 роках — заступник голови Ура-Тюбинського районного виконавчого комітету Таджицької РСР. З 1933 року — завідувач організаційного відділу Ура-Тюбинського районного комітету КП(б) Таджикистану, завідувач організаційного відділу Янгі-Базарського районного комітету КП(б) Таджикистану. У 1939 році працював 1-м секретарем Ленінабадського районного комітету КП(б) Таджикистану.
У 1941—1944 роках — 1-й секретар Горно-Бадахшанського обласного комітету КП(б) Таджикистану.
У квітні 1944—1947 роках — 2-й секретар Херсонського обласного комітету КП(б)У.
У 1947—1969 роках — заступник голови Шахрінауського райвиконкому, заступник голови Комітету по теле- і радіомовленню при РМ Таджицької РСР, редактор журналу «Сельское хозяйство Таджикистана».

## Нагороди
- орден «Знак Пошани» (17.10.1939)
- ордени
- медалі